# فایلینگ
فایلینگ (به سوئدی: Fyllinge) یک سکونتگاه مسکونی در سوئد است که در شهر هالمستاد واقع شده‌است.

## خصوصیات
فایلینگ ۲٫۴۷ کیلومترمربع مساحت و ۲٬۹۲۷ نفر جمعیت دارد.